# Red Dead Redemption 2
Red Dead Redemption 2 akcijska je igra iz 2018. koju je stvorio Rockstar Games. Igra je treća po redu u serijalu u Red Dead franšizi, prednastavak za igru Red Dead Redemption (2010.). 
Radnja se odvija u fikcionaliziranoj reprezentaciji SAD-a u 1899. godini i prati pustolovine Arthura Morgana, odmetnika i člana bande Van der Linde, koji se mora nositi s padom Divljeg Zapada dok se sukobljava sa silama vlade, suparničkim bandama i ostalim protivnicima. Igra je u prvom i trećem licu, a igrač može slobodno lutati po otvorenom svijetu. Uključuje elemente pucnjave, pljačke, lova, jahanja konja, interakcije s NPC-ima i održavanje časti lika kroz moralne odluke. Sustav nagrada (engl. bounty) upravlja reakcijama policije i lovaca na glave na zločine koje igrač počini.
Stvaranje igre trajalo je više od osam godina, počevši ubrzo nakon izlaska Red Dead Redemptiona.